# Słowacko-polskie związki literackie

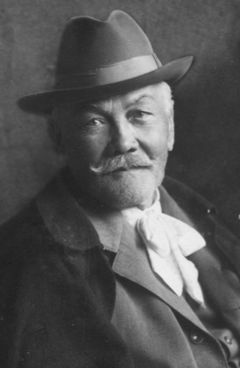
Pavol Országh Hviezdoslav

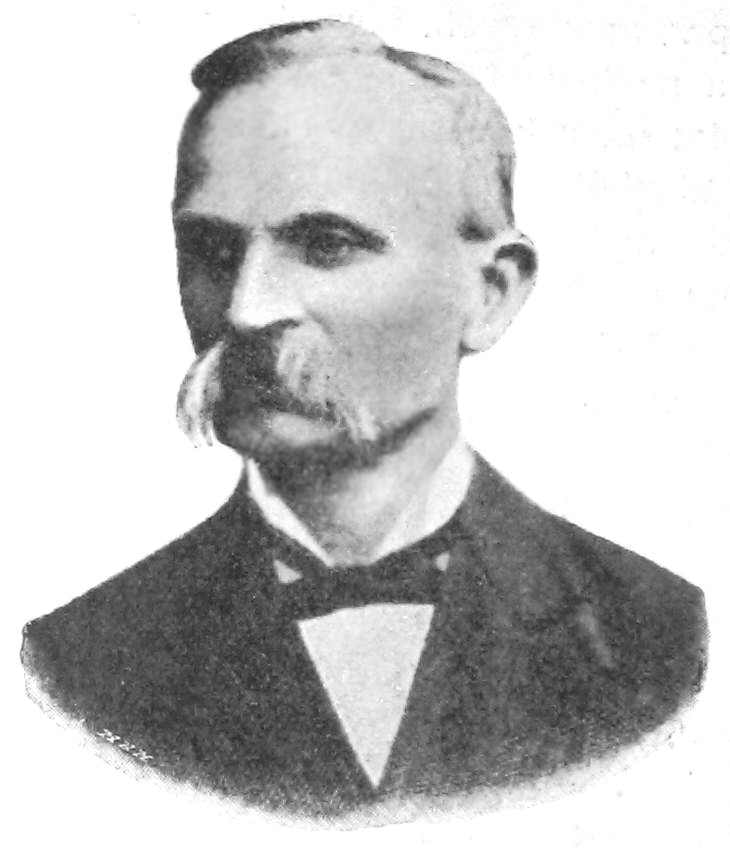
Zygmunt Miłkowski

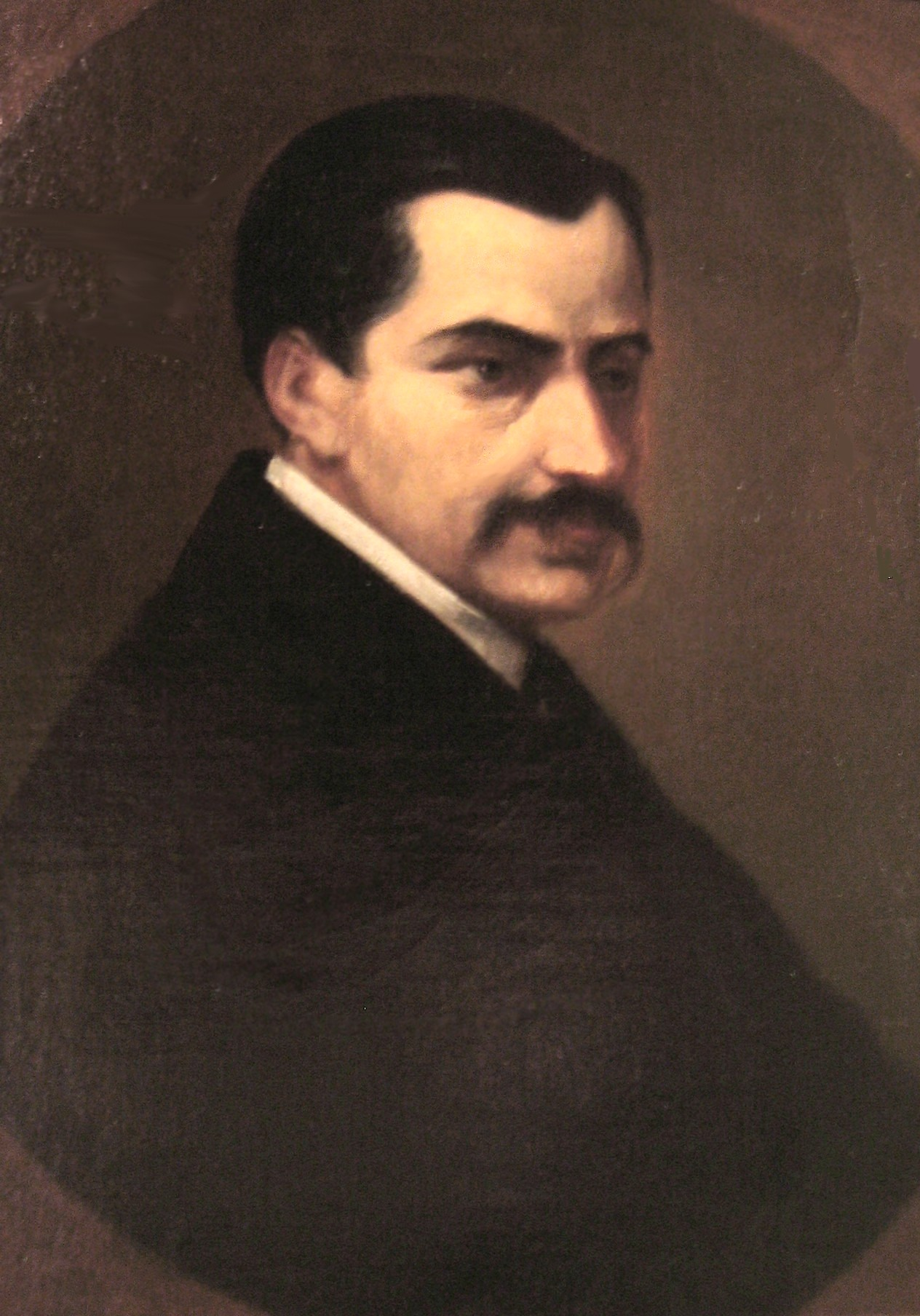
Agaton Giller

Na początku XIX wieku w Polsce zainteresowano się słowackimi pieśniami ludowymi. Ten okres uważany jest za początek polsko-słowackich związków literackich. Poszerzenie osiągnięć słowacystyki polskiej nastąpiło w dwudziestoleciu międzywojennym.

## Historia
W Akademii Krakowskiej studiowało wielu Słowaków, zaś pisarze pochodzący z tego kraju i przebywający w Polsce to m.in. Ján Sinapius-Horčička, Pavel Kyrmezer. W XIX wieku polscy i słowaccy filolodzy nawiązali kontakty, zaś slawiści Andrzej Kucharski i Wacław Aleksander Maciejowski bezpośrednio współpracowali z pisarzami słowackimi, a w polskiej prasie zaczęły ukazywać się pierwsze artykuły o tworzącym się ruchu narodowym Słowacji. Zwrócono również uwagę na wyodrębnienie się, wobec czeskiego, literackiego języka słowackiego, jednakże przez pewien czas nie doceniano literatury słowackiej jako ukształtowanego i dojrzałego zjawiska kulturalnego. Przekładano niektóre utwory pisarzy słowackich na polski, ale ukazywały się najczęściej w czasopismach i nieregularnie. Oddzielnie, w 1874, wydano jedynie utwór Restauracja Jána Kalinčiaka (przełożył B. Grabowski, badacz literatury słowackiej). Idee romantyczne i narodowowyzwoleńcze występujące w polskiej poezji miały wpływ na młode pokolenia Słowaków; inspirację twórczością Adama Mickiewicza można odnaleźć w poezji Ľudovíta Štúra, Andreja Sládkoviča. Jego utworami zajmował się również slawista Stanislav Mečiar. W 1848 kontakty uległy osłabieniu, lecz już pod koniec XIX w. silniej zainteresowano się twórczością Słowaków, a szczególnie Svetozara Hurbana Vajanskiego i Pavola Országha Hviezdoslava. W utworach Kazimierza Tetmajera i Jana Kasprowicza pojawiła się postać Juraja Jánošíka. Roman Zawiliński stał się wtedy najważniejszym rzecznikiem związków literackich obu krajów.
Na początku XX wieku poświęcono więcej uwagi sprawom słowackim, a w Krakowie działało Towarzystwo Słowackie (obecnie jako Towarzystwo Słowaków w Polsce) wydające w latach 1905–1914 „Świat Słowiański”. W latach 1936–1938 w Warszawie miało swą siedzibę Towarzystwo Przyjaciół Słowaków im. Ľ. Štúra. Członkami jego Zarządu byli m.in. Feliks Gwiżdż, J. Reychmann, J. Gołąbek; Towarzystwo wydało pracę Słowacja i Słowacy. Ukazywały się czasopisma: „Kultura Słowacka” (1924–1925), „Ruch Słowacki”, „Zet”, „Kamena”.
W 1957 na Uniwersytecie Komeńskiego w Bratysławie powstało czteroletnie studium polonistyczne, zaś w Instytucie Badań Literatury Słowackiej AN prowadzone były badania nad związkami literackimi Polski i Słowacji.

## Motywy słowackie w niektórych polskich utworach literackich
- Słowaczka Teodor Tomasz Jeż (opowiadanie z 1884)
- Z podróży po kraju słowackim Agaton Giller (1876)
- Słowacy, ich życie i literatura Roman Zawiliński (1899)
- Mickiewicz wśród Słowaków J. Magnuszewski (1956)

## Motywy polskie w niektórych słowackich utworach literackich
- Ladislav Karol Kuzmány (1838)
- U poľskych básnikov Andrej Žarnov (1936)
- Poetika básnických smerov v poľskej a slovenskej poézii 20. storočia Pavlo Winczer (1976)